# Filippo Ottoni
Pour les articles homonymes, voir Ottoni.
Filippo Ottoni, né le 17 mai 1938 à Cellere (Latium) et mort le 7 mai 2023 à Rome, est un directeur de doublage, scénariste et réalisateur italien.

## Biographie
Diplômé de la London Film School, Ottoni réalise quelques documentaires pour la BBC, puis il débute dans le monde du cinéma à la fin des années 1960 comme assistant réalisateur pour Romolo Guerrieri, puis comme scénariste pour Mario Bava. En 1972, il fait ses débuts de réalisateur avec l'ambitieux La grande scrofa nera, qui sera suivi (avec parfois de longues pauses entre les films) par d'autres films plus populaires comme Attention privés ! tourné aux États-Unis en 1986. Son insolite comédie L'assassino è quello con le scarpe gialle (it) (1995) présente les quatre acteurs de la troupe comique « Premiata Ditta » dans les rôles principaux.
Ottoni a travaillé de manière continue et fréquente comme dialoguiste et directeur de doublage italien de films en langue étrangère. Il a remporté de nombreux prix pour ses travaux dans ce domaine.
Il est marié à sa collègue Elettra Bisetti et est président de l'Associazione Italiana Dialoghisti Cinematografici Adattatori.
Filippo Ottoni s'éteint le 7 mai 2023 à Rome à l'âge de 84 ans.

## Filmographie

### Réalisateur et scénariste
- 1971 : La grande scrofa nera
- 1978 : C'est ça l'amour (Questo sì che è amore)
- 1986 : Attention privés ! (Asilo di polizia)
- 1988 : I giorni randagi (it)
- 1995 : L'assassino è quello con le scarpe gialle (it)

### Scénariste
- 1971 : La Baie sanglante (Ecologia del delitto) de Mario Bava
- 1993 : Années d'enfance (Jona che visse nella balena) de Roberto Faenza